# Adam Nita
Adam Witold Nita – polski prawnik, profesor nauk prawnych.

## Życiorys
W 1992 r. ukończył studia prawa na Uniwersytecie Jagiellońskim, w 1998 r. obronił pracę doktorską pt. Czynniki kształtujące treść stosunku prawnopodatkowego, której promotorem był prof. Apoloniusz Kostecki, w 1997 r. habilitował się na podstawie pracy zatytułowanej Czynnik czasu w prawie podatkowym. Studium z dziedziny zobowiązań podatkowych. W 2018 r. uzyskał tytuł profesora nauk prawnych. 
Został zatrudniony na Uniwersytecie Jagiellońskim i w Państwowej Wyższej Szkole Zawodowej w Tarnowie.
Jest członkiem Komisji Prawniczej PAU, oraz należy do Rady Dyscypliny Naukowej - Nauk Prawnych UJ.